# Раймондс Вілде
Раймондс Вілде (латис. Raimonds Vilde; нар. 19 серпня 1962, Рига) — латвійський волейбольний тренер, колишній волейболіст (діагональний нападник), гравець національної збірної та збірної СРСР; також — політичний діяч. Нині — головний тренер команди клубу РТУ Робежсардзе (Юрмала, латис. RTU/Robežsardze/Jūrmala).

## Життєпис
У своїй кар'єрі найдовше грав за команду з рідного міста — «Радіотехнік» (1980—1991). Після цього грав за клуби «Олімпіакос» (Пірей, 1991—1993), «Вілдоґа-Вентспілс нафта» (1995—1998), ВСК «Рига» (1999), «Сіра Кучіне» Фальконара (1999), «ЕЕС Пярну» (2000).
Головний тренер чоловічої збірної Латвії з волейболу у 2007—2014 роках.
Нинішній тренер чоловічої збірної України Уґіс Крастіньш працював помічником Раймондса Вілде.
Був депутатом Ризької міської думи.

## Нагороди, відзнаки
- Орден Трьох зірок